# Добрев, Нина
Ни́на Ка́менова До́брева (болг. Нина Каменова Добрева, род. 9 января 1989, София, Болгария), профессионально известная как Ни́на До́брев (англ. Nina Dobrev) — канадская актриса болгарского происхождения. Актёрскую карьеру начала сыграв небольшую роль в телефильме «Семейные игры» (2006), наиболее известна по роли Елены Гилберт / Кэтрин Пирс в телесериале «Дневники вампира» (2009—2017).

## Биография
Нина Добрева родилась 9 января 1989 года в Софии, Народная Республика Болгария и была крещена как православная под именем Николина. Переехала в Канаду в возрасте двух лет, где выросла в Торонто, Онтарио. У Нины есть старший брат, Александр Добрев. Её отец, Камен Добрев, компьютерный специалист, а мать, Микаэла Добрева (урождённая Радева), художник.
Добрев училась в младшей государственной школе Vradenburg и в старшей государственной школе J. B. Tyrrell, где она занималась балетом и джазовой музыкой, а также соревновалась в художественной гимнастике. Она брала уроки актёрского мастерства в театральной студии Армстронг в Торонто. Впоследствии Добрев посещала программу искусств в коллегиальной школе искусств Уэксфорд в Скарборо. После окончания средней школы Нина Добрев поступила в Университет Райерсона в Торонто по специальности «социология», хотя её стремление к актёрской карьере помешало ей закончить обучение.

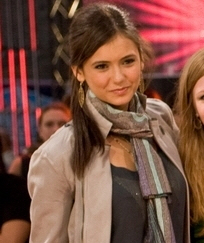
Нина Добрев на кинофестивале в Торонто в 2008 году

Первая крупная роль Нины Добрев была в подростковом сериале «Деграсси: Следующее поколение», которую она играла в течение трёх сезонов, начиная с 2006 года. Она снялась в нескольких художественных фильмах, таких как «Вдали от неё» (2006) и «Осколки» (2007). Добрев также сыграла роли в ряде телевизионных фильмов, включая «Охота на Вервольфа» (2008) и «Американская аллея» (2008). Вскоре Добрев получила роль Елены Гилберт в сверхъестественном драматическом телесериале «Дневники вампира», который являлся телевизионной адаптацией серии книг с одноимённым названием. Актриса также сыграла двойника Елены в сериале, 500-летнего вампира Кэтрин Пирс. Она сыграла ещё одного из двойников Елены, Татью в телесериале «Первородные» в 2014 году, а также Амару, первую бессмертную женщину в мире и родоначальницу двойников. В апреле 2015 года Добрев объявила через Instagram, что она покидает сериал «Дневники вампира» после шести сезонов. В январе 2017 года было объявлено, что актриса вернётся в роли Елены в качестве приглашённой звезды.
У Нины Добрев была небольшая роль в эротическом триллере «Хлоя», выпущенном компанией «Sony Pictures Classics» 26 марта 2010 года, фильм имел коммерческий успех. Она также сыграла небольшую роль в фильме «Соседка по комнате» (2011).
В апреле 2011 года Добрев сыграла Кэндис Келмекис в фильме «Хорошо быть тихоней», работая вместе с Логаном Лерманом, Эммой Уотсон и Полом Раддом. В августе 2014 года она снялась вместе с Джейком Джонсоном и Дэймоном Уэйансом мл. в комедии «Типа копы».
Актриса сыграла роль Вики в хоррор-комедии «Последние девушки» (2015). В 2017 году она снялась в романтической комедии «Ночлежка» вместе с Доналом Глисоном и Кристиной Эпплгейт, съёмки проходили в Ванкувере осенью 2015 года.
В том же году Добрев снялась в фильме «Три икса: Мировое господство» вместе с Вином Дизелем и Сэмюэлом Л. Джексоном, фильм был выпущен 20 января 2017 года. После она снялась в психологическом триллере «Коматозники» (2017).
В марте 2018 года Добрев получила роль Клем в комедийном сериале «Семья», который был показан в мае 2018 года. Премьера ситкома состоялась 10 января 2019 года. 10 мая 2019 года сериал был отменен после первого сезона. Добрев снялась в роли Хлои в триллере «Киллер по вызову», выпущенном в 2019 году. В 2019 году она присоединилась к актёрскому составу фильма «Хозяева города», который вышел в марте 2020 года. В июле 2020 года было объявлено, что Добрев будет сниматься и выступит в качестве исполнительного продюсера телевизионной адаптации серии книг «Женщина 99».
Нина Добрев говорит на английском, французском и болгарском языках. Во время съёмок «Дневников вампира», она жила в Атланте, но в 2015 году переехала в Лос-Анджелес.
С 2011 по 2013 год встречалась с Иэном Сомерхолдером, партнёром по сериалу «Дневники вампира». В 2020-м году начала встречаться с олимпийским сноубордистом Шоном Уайтом.

## Фильмография

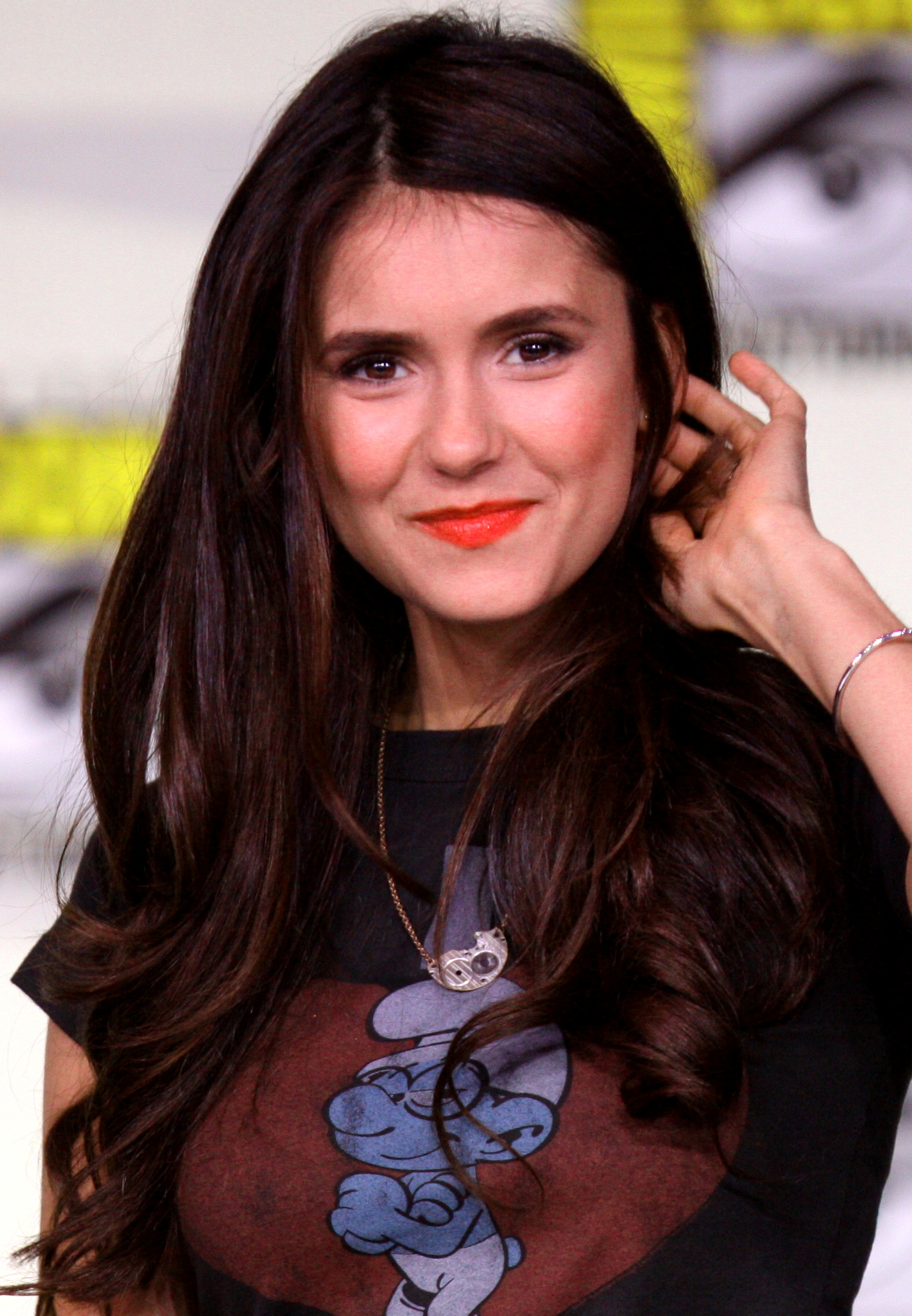
Нина Добрев на San Diego Comic-Con International в 2011 году

### Кино
| Год  |     | Русское название             | Оригинальное название           | Роль                        |
| ---- | --- | ---------------------------- | ------------------------------- | --------------------------- |
| 2006 | ф   | Генетическая опера           | Repo! The Genetic Opera         | подросток-наркоман          |
| 2006 | ф   | Вдали от неё                 | Away from Her                   | Моника                      |
| 2007 | ф   | Как она двигается            | How She Move                    | девушка в ванной            |
| 2007 | ф   | Любовь на линии фронта       | The Poet                        | Рэйчел                      |
| 2007 | ф   | Осколки                      | Fugitive Pieces                 | Белла                       |
| 2008 | кор |                              | Mookie's Law                    | Розабелла Булут             |
| 2009 | кор |                              | You Got That Light              | девушка                     |
| 2009 | ф   | Хлоя                         | Chloe                           | Анна                        |
| 2009 | мф  | Рождественский Мадагаскар    | Merry Madagascar                | олениха Купидон             |
| 2011 | ф   | Соседка по комнате           | The Roommate                    | Мария                       |
| 2011 | ф   | Арена                        | Arena                           | Лори                        |
| 2012 | ф   | Хорошо быть тихоней          | The Perks of Being a Wallflower | Кэндис Келмекис             |
| 2014 | ф   | Типа копы                    | Let's Be Cops                   | Джози                       |
| 2015 | ф   | Последние девушки            | The Final Girls                 | Вики Саммерс                |
| 2015 | ф   | Особо опасна                 | Barely Lethal                   | девушка в музыкальном видео |
| 2017 | ф   | Три икса: Мировое господство | xXx: The Return of Xander Cage  | Бекки                       |
| 2017 | ф   | Ночлежка                     | Crash Pad                       | Ханна                       |
| 2017 | ф   | Коматозники                  | Flatliners                      | Марло                       |
| 2018 | ф   | Дни собак                    | Dog Days                        | Элизабет                    |
| 2019 | ф   | 30 безумных желаний          | Then Came You                   | Иззи                        |
| 2021 | ф   | Неуловимый аромат любви      | Love Hard                       | Натали Бауэр                |
| 2022 | ф   | Любовь искупительная         | Redeeming Love                  | Мэй                         |
| 2023 | ф   | Родители в законе            | The Out-Laws                    | Паркер Макдермотт           |
| 2024 | ф   | Каменщик                     | The Bricklayer                  | Кейт                        |

### Телевидение
| Год       |    | Русское название                         | Оригинальное название         | Роль                                |
| --------- | -- | ---------------------------------------- | ----------------------------- | ----------------------------------- |
| 2006      | тф | Семейные игры                            | Playing House                 | молодая Фрэнни                      |
| 2006—2009 | с  | Деграсси: Следующее поколение            | Degrassi: The Next Generation | Миа Джонс                           |
| 2007      | тф | Двуликий убийца                          | My Daughter's Secret          | Жюстин                              |
| 2007      | тф | Чересчур молоды для женитьбы             | Too Young to Marry            | Джессика Карпентер                  |
| 2008      | с  | Границы                                  | The Border                    | Стефани                             |
| 2008      | тф | Охота на Вервольфа                       | Never Cry Werewolf            | Лорен Хэнсетт                       |
| 2008      | тф | Американская аллея                       | The American Mall             | Элли Шепард                         |
| 2009      | с  | В последний миг                          | Eleventh Hour                 | Грейс Дал                           |
| 2009      | тф | Девушки с улицы Деграсси едут в Голливуд | Degrassi Goes Hollywood       | Миа Джонс                           |
| 2009—2017 | с  | Дневники вампира                         | The Vampire Diaries           | Елена Гилберт / Кэтрин Пирс / Амара |
| 2014      | мс | Робоцып                                  | Robot Chicken                 | Кортана / Эбби / Дженни Керран      |
| 2014      | с  | Первородные                              | The Originals                 | Татья                               |
| 2017      | с  | Трудоголики                              | Workaholics                   | Кортни                              |
| 2019      | с  | Семья                                    | Fam                           | Клем                                |

## Отзывы
За роль Елены Гилберт Нина Добрев получила в основном положительные отзывы. Стив Вест сравнил «Дневники вампира» и Елену с фильмом «Сумерки» и его главной героиней Беллой Свон. Вест сказал, что «путь Елены более накалённый, чем у Беллы, ведь за неё борются два вампира». После превращения Елены в вампира Карина Адли Маккензи из Zap2it надеялась, что проявится «жестокая» сторона Елены, когда «кто-то обидит людей, которых она любит». Маккензи отметила, что когда человек становится вампиром «его сильные черты характера усиливаются», а также сказала что надеется не увидеть удвоенные «сострадание и самоотверженность» Елены в «помощи старушкам с их продуктами и кормлении раненых животных». Робин Росс из TV Guide также надеялась, что, после того как Елена «попробует вкус крови», она потеряет контроль. До превращения Елены в вампира Росс думала, что она «немного скучная», и надеялась, что Елена последует инстинкту и «прекратит защищать чувства каждого».
Романы Елены со Стефаном и Дэймоном стали популярными у зрителей, которые назвали их пары «Стелена» и «Делена». Энди Свифт с сайта HollywoodLife похвалил отношения Елены и Дэймона, которые были «комбинацией настоящей любви и кровной связи»; также он надеялся, что они будут жить «долго и счастливо». Влада Гельман из TVLine считала, что роман Стефана и Елены «закончится в довольно зрелом состоянии для молодого любовного треугольника», и сомневалась в том, что Елена «готова начать отношения с Дэймоном», ведь Стефан не собирался пока уезжать из города.
Джейк Коул из Slant Magazine высоко оценил роль актрисы в фильме «Три икса: Мировое господство», сказав: «Нина Добрев великолепна в роли Бекки — полного энтузиазма поставщика Ксандера».

## Награды и номинации
Список приведён в соответствии с данными сайта IMDb.com.
| Год  | Работа                       | Награда                         | Категория                                                               | Результат |
| ---- | ---------------------------- | ------------------------------- | ----------------------------------------------------------------------- | --------- |
| 2010 | Дневники вампира             | Teen Choice Awards              | Восходящая звезда                                                       | Победа    |
| 2010 | Дневники вампира             | Teen Choice Awards              | Лучшая актриса фантастического сериала                                  | Победа    |
| 2010 | Дневники вампира             | Молодой Голливуд                | Making Their Mark                                                       | Победа    |
| 2010 | Дневники вампира             | Молодой Голливуд                | Cast to Watch (совместно с Полом Уэсли и Иэном Сомерхолдером)           | Победа    |
| 2010 | Дневники вампира             | J-14 Teen Icon Awards           | Знаковая ТВ актриса                                                     | Номинация |
| 2011 | Дневники вампира             | Teen Choice Awards              | Лучшая актриса фантастического сериала                                  | Победа    |
| 2011 | Дневники вампира             | Teen Choice Awards              | Choice Hottie — Female                                                  | Номинация |
| 2011 | Дневники вампира             | Teen Choice Awards              | Choice Vampire                                                          | Номинация |
| 2012 | Дневники вампира             | People's Choice Awards          | Любимая драматическая актриса                                           | Победа    |
| 2012 | Дневники вампира             | Teen Choice Awards              | Лучшая актриса фантастического сериала                                  | Победа    |
| 2012 | Хорошо быть тихоней          | Общество кинокритиков Сан-Диего | Лучший актёрский ансамбль                                               | Победа    |
| 2013 | Дневники вампира             | People’s Choice Awards          | Любимая драматическая актриса                                           | Номинация |
| 2013 | Дневники вампира             | Teen Choice Awards              | Лучшая актриса фантастического сериала                                  | Победа    |
| 2014 | Дневники вампира             | People’s Choice Awards          | Любимая актриса фантастического сериала                                 | Номинация |
| 2014 | Дневники вампира             | People’s Choice Awards          | Любимая химия (совместно с Иэном Сомерхолдером)                         | Победа    |
| 2014 | Дневники вампира             | mtvU Fandom Awards              | Ship of the Year (совместно с Иэном Сомерхолдером)                      | Победа    |
| 2014 | Дневники вампира             | Teen Choice Awards              | Лучшая актриса фантастического сериала                                  | Победа    |
| 2014 | Дневники вампира             | Молодой Голливуд                | Лучшая актриса                                                          | Номинация |
| 2014 | Дневники вампира             | Молодой Голливуд                | Лучшая экранная команда (совместно с Полом Уэсли и Иэном Сомерхолдером) | Победа    |
| 2015 | Дневники вампира             | People’s Choice Awards          | Любимая актриса фантастического сериала                                 | Номинация |
| 2015 | Дневники вампира             | People’s Choice Awards          | Любимый дуэт (совместно с Иэном Сомерхолдером)                          | Победа    |
| 2015 | Дневники вампира             | Teen Choice Awards              | Лучшая актриса фантастического сериала                                  | Победа    |
| 2015 | Дневники вампира             | Teen Choice Awards              | Лучший поцелуй (совместно с Иэном Сомерхолдером)                        | Победа    |
| 2017 | Три икса: Мировое господство | Teen Choice Awards              | Лучшая актриса                                                          | Номинация |